# Phitak Phimpae
Phitak Phimpae (thailändisch พิทักษ์ พิมแป้, * 14. Januar 2000), auch als Mos bekannt, ist ein thailändischer Fußballspieler.

## Karriere
Phitak Phimpae erlernte das Fußballspielen in der Jugendmannschaft vom Chonburi FC. Hier unterschrieb er Anfang 2021 auch seinen ersten Profivertrag. Der Verein aus Chonburi spielte in der ersten Liga des Landes, der Thai League. Sein Profidebüt gab er am 11. März 2021 im Heimspiel gegen den BG Pathum United FC. Hier wurde er in der 59. Minute für Sittichok Paso eingewechselt. Am Ende der Saison 2023/24 belegte er mit Chonburi den 14. Tabellenplatz und musste somit in die zweite Liga absteigen. Nach 53 Erstligaspielen wurde der Vertrag im Sommer 2024 nicht verlängert. Im Juli 2024 nahm ihn der ebenfalls in die zweite Liga abgestiegene Police Tero FC unter Vertrag. Nach 13 Ligaspielen wechselte er im Januar 2025 zum ebenfalls in der zweiten Liga spielenden Suphanburi FC. Am Ende der Saison 2024/25 musste er mit Suphanburi in die dritte Liga absteigen.